# Championnat du monde universitaire de rugby à sept
Pour les articles homonymes, voir Championnat du monde universitaire.
Le championnat du monde universitaire de rugby à sept (en anglais : World University Rugby Sevens Championship) est une compétition organisée par la Fédération internationale du sport universitaire.

## Historique
La première édition du championnat est organisée en 2004 à Pékin : 159 joueurs représentent alors 9 nations pour ce tournoi inaugural. Les éditions suivantes, se déroulant tous les deux ans, sont jouées à Rome, Cordoue, Porto, Brive-la-Gaillarde, São José dos Campos, Swansea, Swakopmund,. L'édition 2020, dont l'organisation est originellement décernée à la ville de La Plata, n'est pas disputée.
Après plusieurs années d'absence, la compétition fait son retour en 2024, à Aix-en-Provence.

## Palmarès

### Tournoi masculin
| Édition | Lieu                        | Or              | Argent          | Bronze          |
| ------- | --------------------------- | --------------- | --------------- | --------------- |
| 2004    | Pékin, Chine                | France          | Taipei chinois  | Russie          |
| 2006    | Rome, Italie                | France          | Grande-Bretagne | Chine           |
| 2008    | Cordoue, Espagne            | Afrique du Sud  | Espagne         | Russie          |
| 2010    | Porto, Portugal             | Portugal        | Russie          | Grande-Bretagne |
| 2012    | Brive-la-Gaillarde, France  | Grande-Bretagne | Afrique du Sud  | France          |
| 2014    | São José dos Campos, Brésil | Grande-Bretagne | Belgique        | France          |
| 2016    | Swansea, pays de Galles     | Australie       | Grande-Bretagne | France          |
| 2018    | Swakopmund, Namibie         | Afrique du Sud  | Australie       | France          |
| 2024    | Aix-en-Provence, France     | France          | Afrique du Sud  | Japon           |

### Tournoi féminin
| Édition | Lieu                        | Or              | Argent     | Bronze          |
| ------- | --------------------------- | --------------- | ---------- | --------------- |
| 2004    | Pékin, Chine                | Canada          | Kazakhstan | Russie          |
| 2006    | Rome, Italie                | Canada          | Italie     | Chine           |
| 2008    | Cordoue, Espagne            | Espagne         | Canada     | Grande-Bretagne |
| 2010    | Porto, Portugal             | Espagne         | Russie     | Portugal        |
| 2012    | Brive-la-Gaillarde, France  | Grande-Bretagne | France     | Italie          |
| 2014    | São José dos Campos, Brésil | Canada          | France     | Brésil          |
| 2016    | Swansea, pays de Galles     | France          | Canada     | Japon           |
| 2018    | Swakopmund, Namibie         | France          | Australie  | Belgique        |
| 2024    | Aix-en-Provence, France     | Japon           | Canada     | Espagne         |